# Valentine (Nebraska)
Valentine település az Amerikai Egyesült Államok Nebraska államában, Cherry megyében, melynek megyeszékhelye is. Lakosainak száma 2633 fő (2020. április 1.).

## Népesség
A település népességének változása:

| 2010 | 2 737 |
| 2020 | 2 633 |